# Heinrich Hans Schlimarski

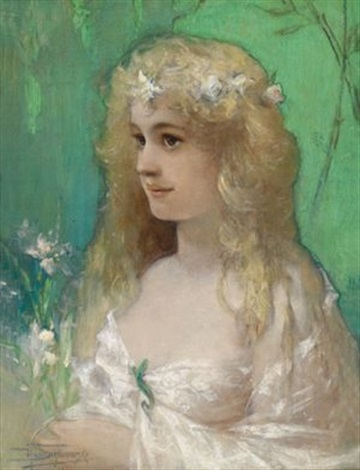
Ophelia

Heinrich Hans Schlimarski (* 5. Oktober 1859 in Olmütz; † 13. Juli 1913 in Hainburg an der Donau) war ein österreichischer Porträt-, Genre- und Historienmaler.
Schlimarski studierte an der Akademie der bildenden Künste Wien bei August Eisenmenger und Hans Makart. Er galt als der begabteste Schüler Makarts und wurde sein Mitarbeiter, gemeinsam unterzeichneten sie einige großformatige Werke.
Schlimarski unternahm Studienreisen nach Wien, München und Italien.
Er war als Porträt-, Genre und Historienmaler tätig, schuf hauptsächlich Frauenporträts und Frauenakte. Viele seiner Werke erschienen in Form von Postkarten.